# 薩拉戈薩 (奇馬爾特南戈省)
薩拉戈薩（西班牙語：Zaragoza），是危地馬拉的城鎮，位於該國中部，由奇馬爾特南戈省負責管轄，面積56平方公里，海拔高度2,057米，2002年人口17,908，人口密度每平方公里319.79人。